# Rick Barry
Richard Francis Dennis Barry III (født d. 28. marts 1944) er en amerikansk tidligere professionel basketballspiller, som spillede både i NBA og i ABA ligaerne før at de fusionerede i 1976. Barry kom i sin karriere på 12 All-Star hold, og vandt to mesterskaber. Et i NBA og et i ABA
Barry er især kendt for sin usædvanlige, men meget effektive frikast teknik, hvor at Barry skød bolden underhåndet.
Rick Barry har 5 sønner som alle har spillet eller spiller professionel basketball. 3 af hans sønner, Brent Barry, Jon Barry og Drew Barry, har spillet i NBA, mens at hans to andre sønner, Scooter Barry og Canyon Barry, også har spillet professionelt, dog ikke i NBA. Canyon Barry er den eneste af sønnerne som stadig spiller professionelt, da han er markant yngre end sine brødre.

## Spillerkarriere

### San Francisco Warriors
Rick Barry blev draftet af San Francisco Warriors ved draften i 1965. Barry var allerede en stjerne i sin debutsæson, og han var både på All-Star holdet, og vandt Rookie of the Year.
I kun sin anden sæson scorede Barry 35.6 point per kamp, hvilke er blandt de mest scorende sæsoner i NBA historien. Barry ledte Warriors holdet til NBA finalen, hvor at de tabte til Philadelphia 76ers.

### ABA-hold
Barry chokerede NBA ved at forlade ligaen til fordel for ABA-holdet Oakland Oaks i 1967. Dette skete på grund af at Barry var blevet tilbudt en historisk stor kontrakt, og at Warriors ejeren nægtede at betale Barry penge han skyldte ham. Barry blev dog tvunget til at ikke kunne spille i 1967-68 sæsonen på grund af sin kontrakt med NBA. Oaks var en af ABAs bedste hold, og i 1969 vandt de ligaen, og Barry vandt dermed sit første mesterskab.
På grund af dårlig økonomi og få fans, så blev Oaks solgt, og flyttede til Washington D.C. Barry var utilfreds med dette fordi han ikke ønskede at flytte fra Californien. Trods dette så spillede Barry stadig for holdet. Holdet flyttede igen i 1969, denne gang til Virginia. Dette var dog alligevel for meget for Barry, som nægtede at spille i Virginia.
Barry slap for Virginia, da han blev tradet til New York Nets. Barry spillede to sæsoner i New York, og ledte holdet til finalen i 1971, hvor de tabte til Indiana Pacers.

### Golden State Warriors
Efter Barrys kontrakt med Nets udløb, skiftede han tilbage til Warriors, som nu havde ændret navn til Golden State Warriors. Trods Barry døjede med knæskader, så var han stadig en af verdens bedste spillere, og justerede sin spillestil til at være mere fokuseret på at skyde, i stedet for at score omkring kurven, for at skåne sin knæ.
Barry og Warriors var et slutspilshold i mange år, og kom i finalen i 1975. Her overraskede Warriors ved at slå favoritterne Washington Bullets i finalen uden at de tabte en kamp.

### Houston Rockets
Barry sluttede sin karriere med Houston Rockets, som han skrev under med i 1978. Barry gik på pension efter 1979-80 sæsonen.